# Uraniidae
Los uránidos (Uraniidae) son una familia de lepidópteros glosados del clado Ditrysia. Incluye cuatro subfamilias, 90 géneros, y alrededor de 700 especies. Son predominantemente de distribución tropical.
Muchas tienen colores brillantes y son similares a las llamadas mariposas diurnas. En efecto, muchas especies son activas durante el día (ej. Chrysiridia rhipheus). Estas mariposas al parecer son tóxicas y los colores brillantes indican esta toxicidad a sus predadores.

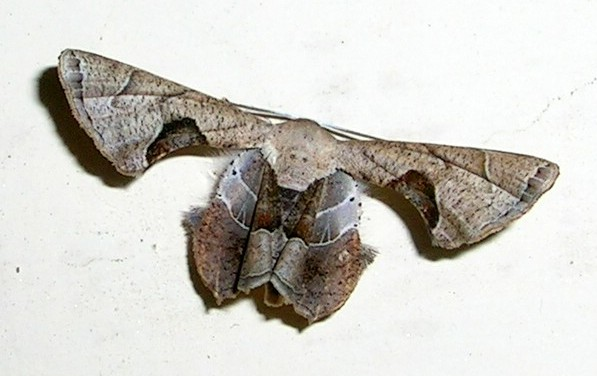
Phazaca leucocera (Epipleminae) Talakaveri, Coorg, India

Uno de los más devotos estudiosos de esta familia fue Ludwig Pfeiffer